# Srebrzykowate
Srebrzykowate, argentyny, argentynowate (Argentinidae) – rodzina morskich ryb srebrzykokształtnych (Argentiniformes), wcześniej zaliczana do stynkokształtnych. Obejmuje około 20 gatunków, w tym wiele poławianych gospodarczo.

## Występowanie
Ocean Spokojny, Indyjski i Atlantycki, na głębokościach do kilkuset metrów.

## Cechy charakterystyczne
Ciało wydłużone, zwykle srebrzyście połyskujące. Podobne do stynkowatych, od których różnią się mniejszym otworem gębowym i bardzo dużymi oczami. Płetwa tłuszczowa obecna, przesunięta do nasady ogona, położona nad płetwą odbytową. Linia podstawy płetwy grzbietowej wysunięta przed podstawę płetw brzusznych.
Osiągają przeciętnie do 20 cm długości, maksymalnie do 70 cm (argentyna wielka). Pływają w dużych stadach. Żywią się planktonem.

## Klasyfikacja
Rodzaje zaliczane do tej rodziny:
Argentina – Glossanodon